# Giordano Bruno
Giordano Bruno   (Nola, gener 1548 ↔ febrer 1548 - Roma, 17 de febrer de 1600), de naixement Filippo Bruno, va ser un astrònom, filòsof, matemàtic i poeta italià.
Les seves teories cosmològiques van superar el model copernicà, ja que va proposar que el Sol era simplement un estel i que l'Univers havia de contenir un infinit nombre de mons habitats per animals i éssers intel·ligents. Membre de l'orde dels Dominics, va proposar en el camp teològic una manera particular de panteisme, que diferia considerablement de la visió cosmològica sostinguda per l'Església catòlica. Però no van ser aquests raonaments la causa de la seva condemna sinó les seves afirmacions teològiques, que el van portar a ser condemnat per les autoritats civils de Roma després que la Inquisició romana el trobés culpable d'heretgia. Va ser cremat a la foguera. Després de la seva mort, el seu nom va guanyar fama considerable, particularment en el segle xix i principis del xx.

## Biografia

### Primers anys, 1548–1576
Nascut Filippo Bruno a Nola (comune de l'actual província de Nàpols, a la regió del sud d'Itàlia de Campània, aleshores part del Regne de Nàpols) el 1548, era fill de Giovanni Bruno (1517-c. 1592)., un soldat, i Fraulissa Savolino (1520-?). En la seva joventut va ser enviat a Nàpols per ser educat. Va ser tutoritzat en privat al monestir agustí d'allà i va assistir a conferències públiques a l'Studium Generale. Als 17 anys, va ingressar a l'orde dels dominics al monestir de San Domenico Maggiore de Nàpols, prenent el nom de Giordano, en honor a Giordano Crispo, el seu tutor de metafísica. Va continuar els seus estudis allà, completant el seu noviciat i ordenat sacerdot el 1572 als 24 anys. Durant la seva estada a Nàpols, es va fer conegut per la seva habilitat amb l'art de la memòria i en una ocasió va viatjar a Roma per demostrar el seu sistema mnemotècnic davant el papa Pius V i el cardenal Rebiba. En els seus darrers anys, Bruno va afirmar que el Papa va acceptar la seva dedicació a ell de l'obra perduda Sobre l'arca de Noè en aquest moment.
Tenia una memòria excepcional. Estava interessat per la filosofia. Va ser atret per les idees redescobertes en aquell temps d'Hermes Trismegistus, i Plató.
Si bé Bruno es va distingir per una habilitat excepcional, el seu gust pel pensament lliure i els llibres prohibits aviat li van causar dificultats. Atesa la polèmica que va provocar en la seva vida posterior, és sorprenent que va poder romandre dins del sistema monàstic durant onze anys. En el seu testimoni als inquisidors venecians durant el seu judici molts anys més tard, diu que es van iniciar dues actuacions contra ell per haver rebutjat imatges dels sants, conservant només un crucifix, i per haver recomanat textos controvertits a un novell. Tal comportament potser es podria passar per alt, però la situació de Bruno es va fer molt més greu quan es va informar que va defensar l'heretgia arriana, i quan es va descobrir una còpia dels escrits prohibits d’Erasme, anotats per ell, amagada a la latrina del monestir. Quan es va assabentar que s'estava preparant una acusació contra ell a Nàpols, va fugir el 1576, deixant de banda el seu hàbit religiós, almenys durant un temps.

### Primers anys de voltar, 1576–1583

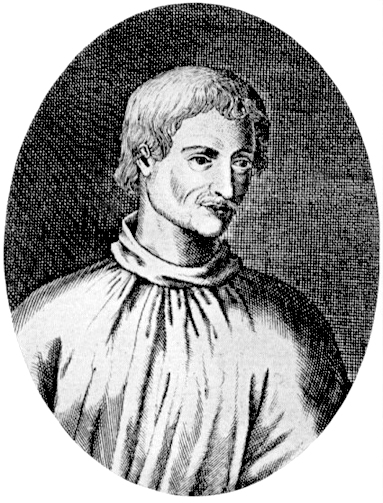
La primera representació de Bruno és un gravat publicat el 1715 a Alemanya, que es presumeix basat en un retrat contemporani perdut.
Marxa de Roma per igual motiu, al mateix temps que deixa l'orde dels dominics. Bruno va anar primer al port genovès de Noli, després a Savona, Torí i finalment a Venècia, on va publicar la seva obra perduda Sobre els signes dels temps amb el permís (així va reclamar en el seu judici) del dominicà Remigio Nannini Fiorentino. De Venècia va marxar a Pàdua, on va conèixer altres dominics que el van convèncer de tornar a portar el seu hàbit religiós. De Pàdua va anar a Bèrgam i després a través dels Alps fins a Chambèri i Lió. Els seus moviments després d'aquest temps són obscurs.
El 1579, Bruno va arribar a Ginebra. Tal com assenyala DW Singer, un biògraf de Bruno, «de vegades s'ha plantejat la qüestió de si Bruno es va convertir en protestant, i hi ha proves que es va unir a una església calvinista». Durant el seu judici venecià, va dir als inquisidors que mentre estava a Ginebra li va dir al marqués de Vico de Nàpols, que era notable per ajudar els refugiats italians a Ginebra: «No tenia intenció d'adoptar la religió de la ciutat. Només volia quedar-me allà per poder viure en llibertat i en seguretat». Bruno es va fer fer un parell de pantalons per a si mateix, i sembla que el marquès i altres li van fer regalar a Bruno una espasa, un barret, una capa i altres articles de primera necessitat per vestir-se; amb aquesta indumentària Bruno ja no podia ser reconegut com a sacerdot. Aparentment, les coses van anar bé per a Bruno durant un temps, ja que va escriure el seu nom al Llibre del Rector de la Universitat de Ginebra el maig de 1579. Però d'acord amb la seva personalitat no va poder romandre en silenci molt temps. A l'agost va publicar un atac a l'obra d’ Antoine de la Faye, un professor distingit. Bruno i l'impressor, Jean Bergeon, van ser detinguts immediatament. En lloc de demanar disculpes, Bruno va insistir a continuar defensant la seva publicació. Se li va negar el dret a prendre el sagrament. Tot i que aquest dret es va restaurar aviat, va abandonar Ginebra.
Va anar a França, arribant primer a Lió, i després es va instal·lar durant un temps (1580–1581) a Tolosa de Llenguadoc, on es va doctorar en teologia i va ser elegit pels estudiants per impartir classes de filosofia. També va intentar en aquest moment tornar al catolicisme, però el sacerdot jesuïta al qual es va acostar li va negar l'absolució. Quan va esclatar la lluita religiosa l'estiu de 1581, es va traslladar a París. Allà va fer un cicle de trenta conferències sobre temes teològics i també va començar a guanyar fama per la seva prodigiosa memòria. Els seus talents van atreure l'atenció benèvola del rei Enric III; en aquesta època, publica vint llibres, com Cena de le Ceneri (1584), i De l'Infinito, Universo e Mondi (1584). En aquesta segona obra defensa les teories de Copèrnic. Bruno va informar posteriorment:
| « | Vaig tenir un nom tal que el rei Enric III em va convocar un dia per descobrir de mi si la memòria que posseïa era natural o adquirida per art màgic. Li vaig satisfer que no venia de la bruixeria sinó del coneixement organitzat; i, arran d'això, em va imprimir un llibre sobre la memòria, titulat Les ombres de les idees, que vaig dedicar a Sa Majestat. Tot seguit em va donar una conferència cxtraordinària amb sou. | » |

A París, Bruno va gaudir de la protecció dels seus poderosos mecenes francesos. Durant aquest període, va publicar diversos treballs sobre mnemotècnia, entre els quals destaquen De umbris idearum (Sobre les ombres de les idees, 1582), Ars memoriae, 1582 i Cantus circaeus, 1582; descrit a Circe a les arts. Tots ells es basaven en els seus models mnemotècnics de coneixement i experiència organitzats, a diferència de les tècniques mnemotècniques simplistes basades en la lògica de Petrus Ramus que es van popularitzar aleshores. Bruno també va publicar una comèdia que resumia algunes de les seves posicions filosòfiques, titulada Il Candelaio (El portador de la torxa, 1582). Al segle XVI les dedicatòries s'aprovaven, per regla general, prèviament i, per tant, eren una manera de posar una obra sota la protecció d'un particular. Tenint en compte que Bruno va dedicar diverses obres al rei Enric III, Sir Philip Sidney, Michel de Castelnau (ambaixador francès a Anglaterra) i possiblement al Papa Pius V, és evident que aquest errant havia augmentat considerablement el seu estatus i s'havia mogut en cercles poderosos.

### Anglaterra, 1583–1585
L'abril de 1583, Bruno va anar a Anglaterra amb cartes de recomanació d'Enric III com a convidat de l'ambaixador francès, Michel de Castelnau. Bruno va viure a l'ambaixada francesa amb el lexicògraf John Florio. Allà es va familiaritzar amb el poeta Philip Sidney (a qui va dedicar dos llibres) i altres membres del cercle hermètic al voltant de John Dee, encara que no hi ha proves que Bruno hagi conegut mai el mateix Dee. També va donar conferències a Oxford, i va buscar sense èxit una posició docent allà. Les seves opinions van ser controvertides, sobretot amb John Underhill, rector del Lincoln College i posteriorment bisbe d'Oxford, i George Abbot, que més tard esdevingué arquebisbe de Canterbury. L'abat es va burlar de Bruno per donar suport a «l'opinió de Copèrnic que la terra girava, i el cel es quedava quiet; mentre que en realitat era el seu propi cap el que més aviat va girar, i el seu cervell no es va quedar quiet» i va trobar que Bruno havia plagiat i tergiversat l'obra de Ficino, el que va portar Bruno a tornar al continent.
No obstant això, la seva estada a Anglaterra va ser fructífera. Durant aquest temps Bruno va completar i publicar algunes de les seves obres més importants, els sis Diàlegs italians, incloent-hi els fulls cosmològics La cena de le ceneri (El sopar del dimecres de cendra, 1584), De la causa, principio et uno (Sobre la causa, Principi i unitat, 1584), De l'infinito, universo et mondi (De l'infinit, univers i mons, 1584) així com Lo spaccio de la bestia trionfante (L'expulsió de la bèstia triomfant, 1584) i De gli eroici furori (Sobre els frenètics heroics, 1585). Alguns d'aquests van ser impresos per John Charlewood. Algunes de les obres que Bruno va publicar a Londres, en particular The Ash Wednesday Supper, sembla que han ofès. Una vegada més, les opinions controvertides i el llenguatge sense tacte de Bruno li van perdre el suport dels seus amics. John Bossy ha avançat la teoria que, mentre s'allotjava a l'ambaixada francesa a Londres, Bruno també estava espiant conspiradors catòlics, sota el pseudònim Henry Fagot, per a Sir Francis Walsingham, secretari d'Estat de la reina Isabel.
De vegades es cita a Bruno com el primer a proposar que l'univers és infinit, cosa que va fer durant la seva estada a Anglaterra, però un científic anglès, Thomas Digges, va presentar aquesta idea en un treball publicat el 1576, uns vuit anys abans que Bruno. Un univers infinit i la possibilitat d'una vida extraterrestre també havia estat suggerit anteriorment pel cardenal catòlic alemany Nicolau de Cusa a Sobre la ignorancia aprendida publicat el 1440 i Bruno va atribuir la seva comprensió dels múltiples mons a aquest erudit anterior, a qui va anomenar el diví Cusanus.

### Últims anys de voltar, 1585–1592
L'octubre de 1585, Castelnau va ser convocat a França, i Bruno va anar amb ell. A París, Bruno va trobar una situació política tensa. A més, les seves 120 tesis contra la ciència natural aristotèlica aviat el van posar malament a favor. El 1586, arran d'una violenta disputa per aquestes tesis, va marxar de França cap a Alemanya.

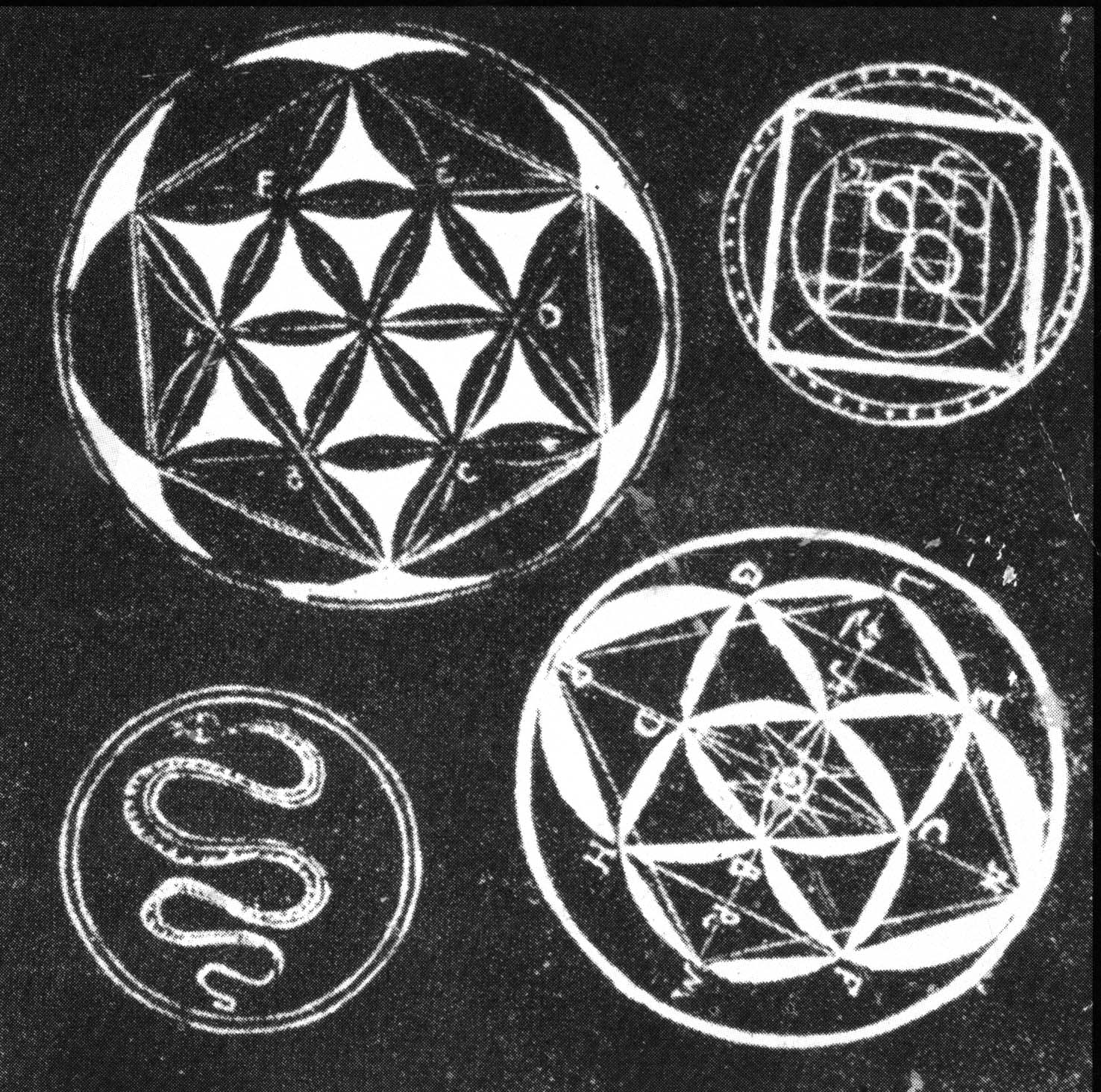
Xilografia de «Articuli centum et sexaginta adversus huius tempestatis mathematicos atque philosophos», Praga 1588

A Alemanya no va aconseguir un lloc de professor a Marburg, però se li va concedir permís per ensenyar a Wittenberg, on va donar una conferència sobre Aristòtil durant dos anys. No obstant això, amb un canvi de clima intel·lectual allà, ja no era benvingut, i va marxar el 1588 a Praga, on va obtenir 300 taler de Rodolf II, però cap lloc de professor. Va passar a servir breument com a professor a Helmstedt, però va haver de fugir de nou el 1590 quan va ser excomunicat pels luterans.
Durant aquest període va produir diverses obres llatines, dictades al seu amic i secretari Girolamo Besler, entre les quals destaquen De Magia (Sobre la màgia), Tesis de màgia (Tesis sobre la màgia) i De Vinculis in Genere (Un compte general de la vinculació). Tots aquests van ser aparentment transcrits o gravats per Besler (o Bisler) entre 1589 i 1590. També va publicar De Imaginum, Signorum, Et Idearum Compositione (Sobre la composició d'imatges, signes i idees, 1591).
El 1591 es trobava a Frankfurt, on va rebre una invitació del patrici venecià Giovanni Mocenigo, que desitjava ser instruït en l'art de la memòria, i també va saber parlar d'una càtedra vacant de matemàtiques a la Universitat de Pàdua. En aquell moment, la Inquisició semblava estar perdent part del seu rigor, i com que la República de Venècia era l'estat més liberal de la península Itàlica, Bruno es va veure arruïnat en cometre l'error fatal de tornar a Itàlia.

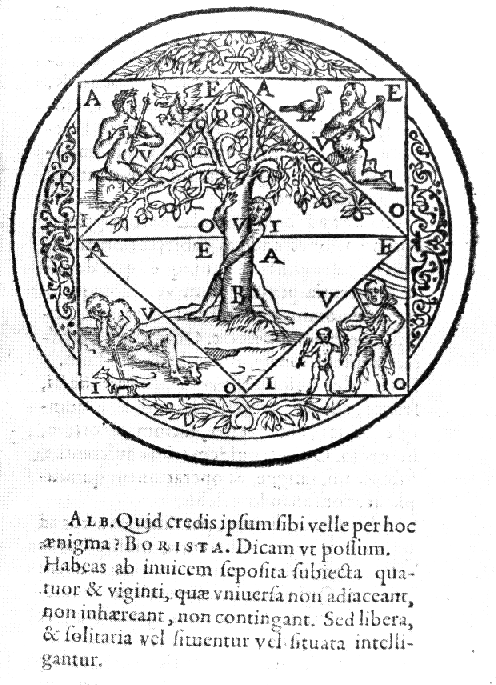
Il·lustració xilografiada d'un dels dispositius mnemotècnics menys complexos de Giordano Bruno

Va anar primer a Pàdua, on va ensenyar breument, i va sol·licitar sense èxit la càtedra de matemàtiques, que va ser lliurada a Galileo Galilei un any més tard. Bruno va acceptar la invitació de Mocenigo i es va traslladar a Venècia el març de 1592. Durant uns dos mesos va ser tutor intern de Mocenigo, a qui va deixar escapar algunes de les seves idees heterodoxes. Mocenigo el va denunciar davant la Inquisició veneciana, que va fer arrestar Bruno el 22 de maig de 1592. Entre els nombrosos càrrecs de blasfèmia i heretgia presentats contra ell a Venècia, basats en la denúncia de Mocenigo, hi havia la seva creença en la pluralitat de mons, així com acusacions de mala conducta personal. Bruno es va defensar amb habilitat, subratllant el caràcter filosòfic d'algunes de les seves posicions, negant-ne d'altres i admetent que havia tingut dubtes sobre algunes qüestions de dogma. La Inquisició romana, però, va demanar el seu trasllat a Roma. Després de diversos mesos de discussió, les autoritats venecianes van consentir de mala gana i Bruno va ser enviat a Roma el gener de 1593.

### Empresonament, judici i execució, 1593–1600
Durant els set anys del seu judici a Roma, Bruno va ser reclusat, finalment a la Torre de Nona. S'han perdut alguns documents importants sobre el judici, però s'han conservat d'altres, entre ells un resum de les diligències que va ser redescobert l'any 1940 Els nombrosos càrrecs contra Bruno, basats en alguns dels seus llibres així com en testimonis, incloïen blasfèmia, conducta immoral i heretgia en qüestions de teologia dogmàtica, i implicaven algunes de les doctrines bàsiques de la seva filosofia i cosmologia. Luigi Firpo especula que els càrrecs fets contra Bruno per la Inquisició romana van ser:
- tenir opinions contràries a la fe catòlica i parlar en contra d'ella i dels seus ministres;

- tenir opinions contràries a la fe catòlica sobre la Trinitat, la divinitat de Crist i l'Encarnació;

- tenir opinions contràries a la fe catòlica relatives a Jesús com el Crist;

- tenir opinions contràries a la fe catòlica sobre la virginitat de Maria, mare de Jesús;

- tenir opinions contràries a la fe catòlica tant sobre la transsubstanciació com sobre la missa;

- reivindicant l'existència d'una pluralitat de mons i la seva eternitat;

- creure en la metempsicosi i en la transmigració de l'ànima humana en brutes;

- tractant de màgia i endevinació.

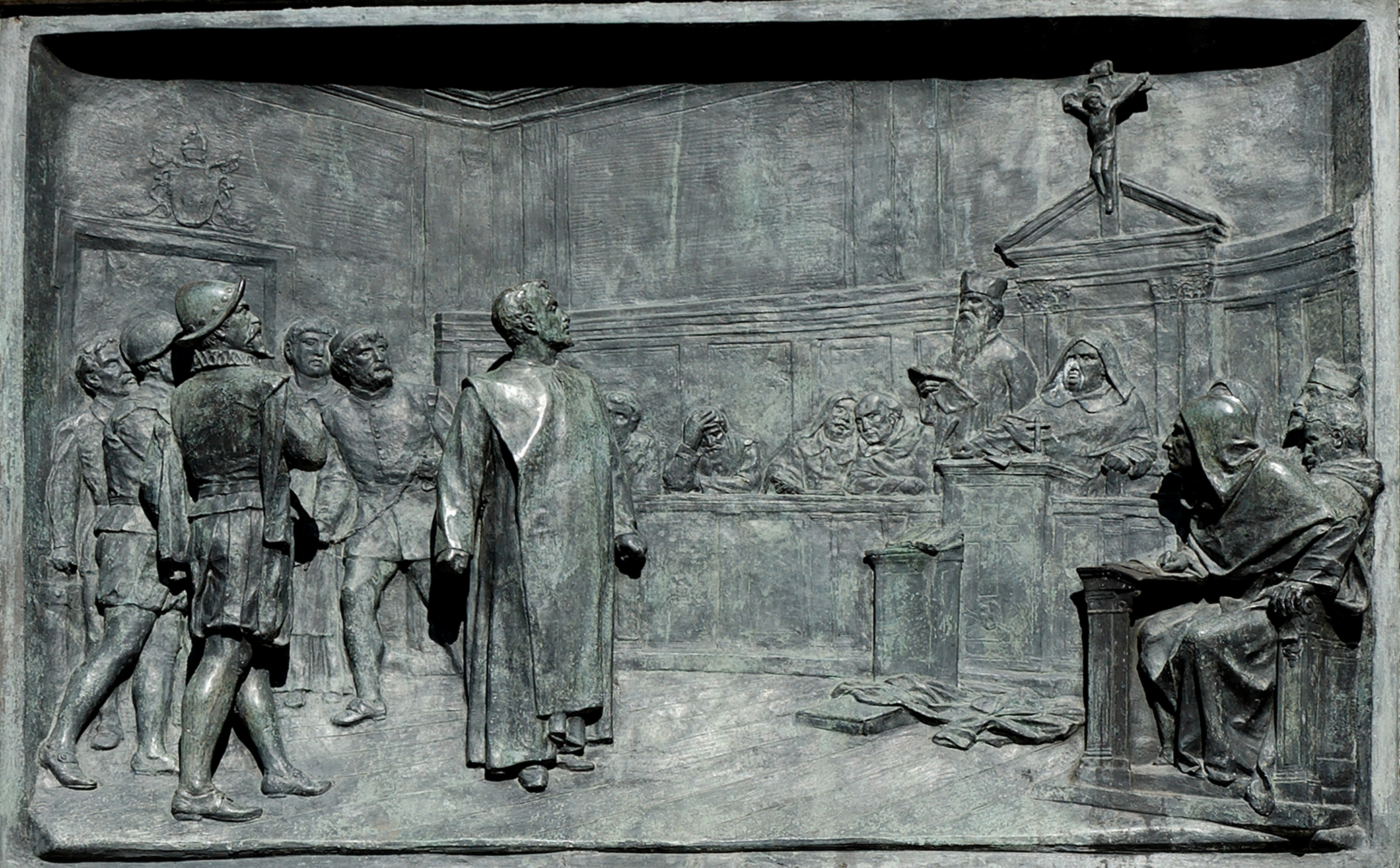
El judici de Giordano Bruno per la Inquisició romana. Relleu de bronze d'Ettore Ferrari, Campo de' Fiori, Roma.

Bruno es va defensar com ho havia fet a Venècia, insistint que acceptava els ensenyaments dogmàtics de l'Església, però intentant preservar la base de les seves opinions cosmològiques. En particular, va mantenir ferm la seva creença en la pluralitat de mons, tot i que se li va amonestar que l'abandonés. El seu judici va ser supervisat per l'inquisidor cardenal Bellarmine, que va exigir una retractació total, que Bruno finalment va rebutjar. El 20 de gener de 1600, el papa Climent VIII va declarar a Bruno heretge i la Inquisició va emetre una condemna a mort. Segons la correspondència de Gaspar Schopp de Breslau, es diu que va fer un gest amenaçador cap als seus jutges i que va respondre: Maiori forsan cum timore sententiam in me fertis quam ego accipiam ('Potser pronuncies aquesta sentència contra mi amb més por que el rebo').
El seu judici fou supervisat pel cardenal Bellarmino. Rebutjà retractar-se, i va ser declarat heretge, i lliurat a les autoritats seculars el 8 de gener del 1600.
Va ser lliurat a les autoritats seculars. El 17 de febrer de 1600, al Campo de' Fiori (una plaça central del mercat romà), amb la llengua empresonada per les seves males paraules, va ser penjat cap per avall nu abans de ser finalment cremat viu a la foguera. Les seves cendres van ser llençades al riu Tíber.
Totes les obres de Bruno van ser col·locades a l’Index Librorum Prohibitorum el 1603. Els cardenals de la inquisició que van jutjar Giordano Bruno van ser el cardenal Bellarmino (Bellarmine), el cardenal Madruzzo (Madruzzi), el cardenal Camillo Borghese (posteriorment Papa Pau V), el cardenal Domenico Pinelli, el cardenal Pompeio Arrigoni, el cardenal Sfondrati, el cardenal Pedro De Deza Manuel i el cardenal Santorio (Arquebisbe de Santa Severina, cardenal-bisbe de Palestrina).
Les mesures preses per evitar que Bruno continuï parlant han fet que es converteixi en un símbol de la llibertat de pensament i d'expressió a la Roma actual, on té lloc un servei commemoratiu anual prop del lloc on va ser executat.

### Aparença física
La imatge més antiga de Bruno és un gravat publicat el 1715 i citat per Salvestrini com l'únic retrat conegut de Bruno. Salvestrini suggereix que es tracta d'un regravat fet a partir d'un original ara perdut. Aquest gravat ha proporcionat la font per a imatges posteriors.
Els registres de l'empresonament de Bruno per la inquisició veneciana el maig de 1592 el descriuen com un home d'alçada mitjana, amb una barba de color avellana i l'aparença de tenir uns quaranta anys. Alternativament, un passatge d'una obra de George Abbot indica que Bruno era d'estatura diminuta: «Quan aquell Didapper italià, que s'intitulava Philotheus Iordanus Brunus Nolanus, magis elaboraae Theologiae Doctor, etc. amb un nom més llarg que el seu cos...». La paraula didapper utilitzada per l'abat és el terme irrisori que en aquell moment significava una petita au aquàtica de busseig.

## La cosmologia a mitjanseglexvi
A la meitat del segle xvi, les teories de Copèrnic estaven lluny de tenir una ràpida difusió. El primer filòsof que s'hi adherí fou Giordano Bruno, el qual va obtenir d'aquestes teories un conjunt de conseqüències que, des del punt de vista de la cosmologia del segle xx, són extremadament clarividents. Aquestes novetats es podien interpretar com una contradicció a les idees tradicionals que consideraven el cel com immutable, incorruptible, i superior a la regió terrestre. Tanmateix, l'astronomia de Copèrnic només fou admesa per molt pocs astrònoms, entre els quals, amb prudència, els alemanys Michael Maestlin (1550-1631), i Cristoph Rothmann. L'anglès Thomas Digges és autor d'A Perfit Description of the Caelestial Orbes, en què s'hi adheria amb entusiasme. Se n'han d'excloure Galileu (1564-1642) i Kepler (1571-1630), que eren molt més jóvens, i tampoc no s'ha d'afegir en aquesta llista Giordano Bruno, que no era estrictament un astrònom, sinó un filòsof, l'únic que acceptà les tesis copernicanes a la segona meitat del segle xvi. En les seves obres, publicades entre els anys 1584 i 1591, s'hi mostrava entusiasmat. Segons Aristòtil i Plató, l'Univers era finit i esfèric. Tenia com a últim límit l'esfera del primum mobile, subjecte del motor diürn que es transmetia a l'interior de l'Univers, i que li havia estat conferit per una intel·ligència transcendent i aliena (Déu o el primer motor immòbil. Tots els estels fixos eren en una esfera, i tots a la mateixa distància de la Terra, immòbil, i central; Ptolemeu els catalogà fins a un nombre de 1.022, i els agrupà en 48 constel·lacions. Els planetes estaven dins esferes (o orbes) sòlides, i es movien estant-hi fixats. Copèrnic conservava la idea de les esferes sòlides dels planetes, però atribuïa a la Terra tots els moviments estel·lars, immobilitzant els estels fixos, i el Sol es convertia en el nou centre immòbil. Deixava als filòsofs el problema de si la part superior de l'esfera estel·lar era finita o infinita.

## Les idees de Giordano Bruno
Bruno mantenia la idea que si es restituïa a la Terra el moviment de rotació, el moviment diürn estel·lar esdevenia una il·lusió, i ja no hi havia cap motiu per a pensar que els estels equidistaven del centre, ni que la regió estel·lar fos finita. Thomas Digges ja havia arribat a aquesta conclusió el 1576. Però, segons ell, la regió estel·lar infinita era la llar de Déu, els àngels, i els benaventurats. Digges conservava la idea de les esferes dels planetes, i mostrava la Terra com l'únic lloc on es produïa el naixement i la mort i, per tant, com un lloc imperfecte respecte a la immutabilitat dels cels i a la beatitud estel·lar. El 1584, Bruno publicà dos importants diàlegs filosòfics en els quals elimina les esferes planetàries abans que ho fessin Cristoph Rothmann, el 1586, i després Tycho Brahe, el 1587. Concep la idea d'un cel fluid, ple d'una substància (aire pur, èter, o spiritus), que no oposa resistència al moviment dels astres, que es mouen per propi impuls. Abandona la idea de jerarquia dins l'Univers. La Terra és un astre més. Déu deixa de tenir una relació especial amb aquesta regió, per tenir la mateixa en totes les regions, i considera infinit l'Univers, per qualitat pròpia. Bruno afirma també que l'Univers és homogeni, ple dels quatre elements (aigua, terra, foc, i aire), que componen també els astres, i sotmesa la matèria a una única llei universal i necessària. Però si no hi ha diferències entre els astres, i entre la Terra i el cel, entre el Sol i els estels, això implica que el Sol és un estel més, i els estels són sols. Si l'Univers és homogeni, com diu Bruno, els altres estels també tenen planetes. Així, l'Univers esdevé homogeni i infinit, tant en l'espai com en el temps. Així doncs, aquesta concepció és aliena a la concepció cristiana. Contradiu la idea d'un judici final, perquè l'Univers és estable i permanent. La idea de Déu és immanent a un univers infinit.
El conjunt format pel Sol i els planetes és la unitat fonamental de l'Univers infinit. Segons Bruno, la potència infinita d'un Déu infinit crea necessàriament un univers infinit, format per un nombre infinit de sistemes solars, separats per vastes regions plenes d'èter, perquè l'espai buit no existeix. Bruno no arriba al concepte de galàxia. Els cometes són part del synodus ex mundis, astres, i no -com sostenien altres autors- criatures efímeres, instruments divins, nuncis de la providència. El cometa és un món, és a dir, un astre permanent, format pels quatre elements. La seva concepció cosmològica està marcada per la infinitud, l'homogeneïtat, i la isotropia. La unitat és el sistema planetari. La matèria està unida a un principi actiu animista i intel·ligent, d'estructura discontínua, feta d'àtoms. Amb aquesta perspectiva materialista i animista, infinitista i atomista, Giordano Bruno anticipa les notes essencials de la cosmologia del segle xx.

## Les idees de Giordano Bruno i l'Església catòlica
Es diu que fou cremat pel seu copernicanisme, però això és incert, perquè el seu pensament teològic estava suficientment apartat de la teologia de l'Església catòlica, que demanà que fos, realment, jutjat per docetisme. Totes les seves obres foren incloses en l'Index Librorum Prohibitorum, el 1603.
Quatre-cents anys després, durant el papat de Joan Pau II, s'expressà el reconeixement d'un error a la condemna de Bruno.
L'any 1600, quan mor cremat per la Inquisició, per un enfrontament entre qüestions teològiques i científiques, les idees medievals estan ferides de mort. En ser anunciada la sentència, per la qual seria executat «piament, sense profusió de sang» (que en veritat significava la mort a la foguera) diu: «Temeu més vosaltres en pronunciar la sentència que jo en escoltar-la», significant que l'Església catòlica sabria del crim contra la humanitat que estaria cometent creant un màrtir del pensament.